# Sutton n.º 103
Sutton n.º 103 es un municipio rural canadiense situado en la provincia de Saskatchewan.

## Superficie
Sutton n.º 103 tiene una superficie de 792,29 km².

## Demografía
En 2021, tenía 230 habitantes, una densidad poblacional de 0,3 hab./km², y 126 viviendas.